# Dinastía Sefuwa

El Reino Kanem-Bornu en su apogeo.

La dinastía Sefuwa o Sayfawa fue una dinastía africana que gobernó el Imperio Kanem–Bornu, en el actual Chad occidental y noreste de Nigeria.
La dinastía traza sus orígenes en la conformación del pueblo kanembu. Estos, inicialmente un subgrupo de los tubu, parecen haber tenido un liderazgo zaghawa/dugu (grupo dominante tubu), según algunas fuentes, o himyarita (según la leyendas kanembu). Los primeros once reyes en el Girgam (crónica real) son difíciles de datar e identificar, siendo el decimosegundo mai (rey) el primero en ser propiamente considerado como Sefuwa (por Sayf, nombre propio de Sayf ibn Dhi Yazan, primer mai kanembu y supuesto antepasado de dugus y sefuwa). No está claro su parentesco con sus predecesores, la dinastía Dugua, pero parecen haber tomado el poder en medio de la islamización de los kanembu (quizás teniendo vínculos con los bereberes y el imperio almorávide) y haber causado una ruptura con los zaghawa en el este.
Los Sefuwa lideraron el reino de Kanem durante su expansión hacia el sur y el oeste, conquistando a los sao y otros pueblos animistas e integrando a Kanem en el mundo transahariano. Gobernaron los estados sucesores de Kanem, el Imperio Kanem-Bornu y finalmente, desde c. 1380, sólo Bornu. La dinastía perduró hasta 1846, cuando las turbulencias que siguieron a la yihad fulani llevaron al reformista al-Kanemi a establecer una nueva dinastía.

## Sefuwa-Humewa en Kanem
La cronología proviene de registros dinásticos y menciones a los reyes (mai), encontrados en el Girgam. Los historiadores africanos actualmente utilizan varias cronologías, a veces contradictorias, para la historia de Kanem-Bornu. Una lista de las principales se muestra a continuación;
| Nombre del rey (mai)   | Barth 1857      | Palmer 1936 | Urvoy 1941 | Notas |
| ---------------------- | --------------- | ----------- | ---------- | ----- |
| Hume                   | 1086–1097       | 1086–1097   | 1085–1097  |       |
| Dunama I               |                 | 1097-1150   |            |       |
| Bir                    | 1151-1176       | 1151-1177   |            |       |
| Abdalá I Bacaru        | 1177-1193       | 1177-1194   |            |       |
| Salmama I              | 1194-1220       | 1193-1221   |            |       |
| Dunama Dibbalemi       | 1221–1259       | 1221–1259   | 1210–1224  |       |
| Cadai                  | 1259-1285       | 1259-1278   |            |       |
| Bir II                 | 1288-1306       | 1279-1300   |            |       |
| Ibraim I Nicale        | 1307-1326       | 1300-1321   |            |       |
| Abdalá II              | 1326-1345       | 1321-1342   |            |       |
| Salmama II             | 1346-1349       | 1342-1347   |            |       |
| Curi I                 | 1350            | 1348-1349   |            |       |
| Curi II                | 1351            | 1349-1350   |            |       |
| Maomé I                | 1352            | 1351-1352   |            |       |
| Idris I de Canem       | 1353-1376       | 1353-1376   |            |       |
| Daude I                | 1377-1386       |             |            |       |
| Otomán I               | 1387-1390       |             |            |       |
| Otomán II              | 1391-1392       |             |            |       |
| Abacar                 | 1392            |             |            |       |
| Omar I                 | 1394-1398       |             |            |       |
| Said                   | 1398-1399       |             |            |       |
| Mohamed                |                 |             |            |       |
| Kade Afunu             | 1399-1400       |             |            |       |
| Biri                   | 1400-1432       |             |            |       |
| Othman                 | 1432            |             |            |       |
| Dunama                 | 1433-1434       |             |            |       |
| Abdalá                 | 1435-1442       |             |            |       |
| Ibrahim                | 1442-1450       |             |            |       |
| XXXX                   | 1450-1451       |             |            |       |
| Biri                   |                 |             |            |       |
| Dunama                 | 1451-1455       |             |            |       |
| Mohammed               | 1455            |             |            |       |
| Amer                   | 1456            |             |            |       |
| Mohammed               | Unos pocos días |             |            |       |
| Ghaji                  | 1456-1461       |             |            |       |
| Othman                 | 1461-1466       |             |            |       |
| Omar                   | 1466            |             |            |       |
| Mohammed               | 1467-1471       |             |            |       |
| (48) Ali Gajideni      | 1472–1504       | 1476–1503   | 1473–1507  |       |
| (49) Idris Katakarmabe | 1504–1526       | 1503–1526   | 1507–1529  |       |
| (51) Ali Gaji Zanani   |                 |             |            |       |
| (52) Dunama            |                 |             |            |       |
| (53) Aissa Koli        |                 |             |            |       |
| (54) Idris Alauma      | 1571–1603       | 1570-1602/3 | 1580–1616  |       |